# یواس‌اس دتکتور (ای‌ام‌سی-۷۵)
یواس‌اس دتکتور (ای‌ام‌سی-۷۵) (به انگلیسی: USS Detector (AMc-75)) یک کشتی بود که طول آن ۹۷ فوت ۱ اینچ (۲۹٫۵۹ متر) بود. این کشتی در سال ۱۹۴۱ ساخته شد.